# Гугельський Олег Андрійович
Олег Андрійович Гугельський (нар. 4 лютого 1951, село Мовчанівка, тепер Тернопільського району Тернопільської області) — український радянський діяч, новатор сільськогосподарського виробництва, тракторист колгоспу «Радянська Україна» Підволочиського району Тернопільської області. Депутат Верховної Ради УРСР 10-го скликання.

## Біографія
Освіта середня. Закінчив Скалатське професійно-технічне училище Підволочиського району Тернопільської області.
З 1966 року — причіплювач, тракторист колгоспу «Радянська Україна» села Кам'янки Підволочиського району Тернопільської області. Закінчив без відриву від виробництва Борщівський технікум механізації сільського господарства Тернопільської області.
Член КПРС з 1978 року.
Потім — на пенсії у селі Кам'янки Підволочиського району Тернопільської області.

## Нагороди та відзнаки
- почесна Грамота Президії Верховної Ради УРСР (1980)
- срібний знак ЦК ВЛКСМ «Молодий гвардієць п'ятирічки»